# Ampelocera longissima
Ampelocera longissima es una especie de árbol perteneciente a la familia Ulmaceae. Es un endemismo de Ecuador.  Su hábitat natural son los bosques de tierras bajas subtropicales o tropicales y los bosques húmedos de montaña. 

## Descripción
Es un árbol endémico del este de Ecuador, donde se encuentra ampliamente distribuida. Conocida en más de 10 poblaciones, varias de ellas en el Parque nacional Sumaco Napo-Galeras y el Parque nacional Yasuní. Un inventario intensivo de más de 200 000 árboles en el Parque nacional Yasuní ha registrado 32 individuos, lo que sugiere una baja densidad local, y también una gran población en el parque (N. Pitman et al ., H. Romero-Saltos et al ., y R. Valencia y otros ., datos no publicados). Puede encontrarse en el Amazonas colombiano y peruano. Aparte de la destrucción del hábitat, ninguna amenaza específica es conocida.

## Taxonomía
Ampelocera longissima fue descrita por Carol Ann Todzia y publicado en Annals of the Missouri Botanical Garden 76(4): 1096–1097, f. 5. 1989.